# Étude des mythes chez Claude Lévi-Strauss
L’étude des mythes constitue, à côté de la parenté et de l’art, un des thèmes majeurs de l’œuvre de l’ethnologue Claude Lévi-Strauss. Il y a consacré, sur l’ensemble de sa production scientifique, le plus grand nombre de livres et d’articles, ainsi que le plus volumineux de ses ouvrages, considéré aussi comme le plus abouti, la tétralogie des Mythologiques (publiée entre 1964 et 1971). 
Lévi-Strauss applique aux mythes la méthode intellectuelle originale appelée anthropologie structurale qu’il a commencé à développer dans les années 1940, et qui consiste à reprendre le concept de structure et les principes du structuralisme linguistique naissant de l’époque, non dans leur perspective formaliste originelle (déconnectée de tout contenu) mais comme outil d’analyse dans son propre champ d’intérêt (l’ethnologie) considéré dans une perspective holiste. Ce paradigme est doublement inédit, d’un côté par l’utilisation d’outils mathématiques et formels inconnus des ethnologues à l’époque, d’un autre côté par une filiation intellectuelle mixte associant la largeur de vue du holisme durkheimien et maussien et la précision ethnographique de l’anthropologie anglo-américaine.
En rupture avec les courants dominants d’analyse à cette époque, Lévi-Strauss étudie donc le mythe non comme un récit naïf et aux détails aléatoires mais comme un ensemble fortement structuré autour d’unités élémentaires (les mythèmes) et de relations internes, et régi par des lois cohérentes capables de transformation, c’est-à-dire d’adaptation au contexte géographique et historique. La fonction du mythe pour Lévi-Strauss n’est pas historique (étiologique), mais symbolique : il ne s’agit pas d’un récit de faits réellement advenus, dont seule la quête d’une version originale permettrait de comprendre la signification, mais la production collective immémoriale, à partir des éléments immédiatement accessibles du quotidien (animaux, plantes, fonctions sociales), d’une explication globale cohérente aux contradictions majeures de l’existence encore non expliquées dans la société considérée (naissance et mort, paix et guerres, alternance jour-nuit, etc).

## Contexte historique du projet
L’originalité de l’étude des mythes chez Lévi-Strauss n’est pas tant dans les concepts ou les outils utilisés, que dans leur combinaison, dans leur application spécifique au matériau ethnographique, et dans le souci de rigueur logico-mathématique (inférentielle), c’est-à-dire de confrontation permanente des faits concrets et des hypothèses théoriques.
D’autres avant lui ont suggéré que les mythes réalisaient des explications métaphoriques globales et cohérentes d’ensemble de faits complexes et de contradictions que les sociétés considérées ne pouvaient résoudre faute de connaissances scientifiques et/ou de transmission écrite de leur propre histoire. Mais la plupart des écoles de pensée existantes considéraient ces ensembles de faits d'une manière parcellaire et exclusive : sentiments et conflits humains (tendance philosophique et psychologique), phénomènes naturels comme la météorologie ou l’astronomie (tendance symboliste), relations et organisation sociales (tendance sociologique). En outre, ces différentes tendances ou écoles avaient en commun de considérer le mythe comme un récit maladroit, archaïque et/ou naïf, qu’il s’agissait alors de traduire conceptuellement et de nettoyer de ses présupposés imaginaires.
L’ambition de Lévi-Strauss va être de débarrasser l’étude des mythes de ce qu’il considère comme un biais évolutionniste (le mythe serait le propre des sociétés primitives, et disparaîtrait dans les stades de développement ultérieurs) ; de démontrer, sur un plan formel, non la maladresse du récit mais au contraire sa parfaite cohérence structurelle ; enfin d’élargir la fonction symbolique du mythe à l’ensemble de l’environnement physique et intellectuelle d’une société, ceci grâce à la précision de l’enquête ethnologique.
Les seuls auteurs ayant travaillé sur les questions mythico-religieuses, et avec lesquels Lévi-Strauss se reconnaît une certaine parenté, sont Georges Dumézil et Henri Grégoire, qu’il cite au début de l’article La Structure des Mythes.

## Place au sein de l’œuvre
L’œuvre de Lévi-Strauss, pour l’anthropologue Maurice Godelier qui fut son élève, a principalement exploré cinq domaines : l’un méthodologique que représente l’anthropologie structurale ; et quatre domaines constituant une application de cette méthode parmi des thématiques classiques de l’anthropologie : la parenté, les mythes et la pensée mythique, l’art, ainsi que l’histoire et la prospection (analyse du futur). Si la mythologie n’est pas intervenue en premier dans les préoccupations de l’ethnologue, qui a été amené à s’y intéresser en raison des hasards de sa carrière universitaire, elle va néanmoins s’imposer à partir des années 1960 comme le thème majeur de l’ensemble de l’œuvre, celui auquel Lévi-Strauss va consacrer le plus de temps d’enseignement, d’écriture et d’étude, et finalement, le plus grand nombre de publications. Maurice Godelier recense ainsi neuf livres (dont les quatre volumes des Mythologiques) et près d’une centaine d’articles et résumés de cours consacrés à ce sujet, sur plus d’un demi-siècle (1949 pour le premier article important sur les mythes et rite, et 2002 pour le dernier, de Grées ou de Force) .

## Genèse et développements de la méthode

### 1949-1952: les prémices
En 1949, Lévi-Strauss publie deux articles qui vont acquérir une grande notoriété : Le Sorcier et sa magie, dans la revue Les temps modernes, et L’efficacité symbolique, dans la Revue de l’histoire des Religions. Il y traite du symbolisme des discours collectifs au sein des sociétés sans écriture, dans une perspective structurale déjà assez élaborée. Sans aborder de front la question générale des mythes, ces deux articles en traitent néanmoins quelques aspects, notamment leur fonction et leur rapport comparatif avec certaines techniques thérapeutiques existant dans des cultures techniquement et géographiquement très éloignées (chamanisme, psychanalyse), au point que Lévi-Strauss reprendra les deux textes comme introduction à l’article La structure des mythes, premier grand texte fondateur de la mythologie structurale, repris comme chapitre XI de  Anthropologie structurale en 1958 . Cependant en 1949, Lévi-Strauss qui vient de soutenir et de publier sa thèse sur les Structures élémentaires de la parenté, continue ses recherches sur ce thème et ne s’est pas encore beaucoup avancé sur le terrain des mythes.
Au début des années 1950, l’ethnologue traverse une période de doute professionnel. Rentré des États-Unis fin 1947 après une longue absence des terrains universitaires français, il a eu malgré sa thèse (1949) des difficultés à y établir sa place. Il a échoué à deux reprises à l’entrée au Collège de France, fin 1949 et fin 1950, sur des désaccords d’ordre scientifique avec le terme de structure, et malgré le soutien actif de Fernand Braudel et de Georges Dumézil. Il n’a pas obtenu officiellement le poste d’enseignant qu’il convoitait à la VIe section de l’École pratique des hautes études, dite des « Sciences économiques et sociales », auprès de Lucien Febvre, Fernand Braudel et l’équipe d’historiens des Annales . En 1951, il est nommé à la place et non sans difficultés à la chaire dite des « Religions des peuples non civilisés », au sein de la Ve section, mais « il n’envisage semble-t-il à aucun moment d’étudier les religions en tant que telles. Il rabat immédiatement l’intitulé de sa chaire en direction du mythe, qui fait déjà partie de ses centres d’intérêt, et que le hasard de sa nomination va l’amener à développer de manière privilégiée ».

### 1952-1960: la maturation
En 1952, l’anthropologie structurale de Lévi-Strauss arrive à sa pleine maturité, avec notamment une communication orale en anglais (Social Structure) qui deviendra le célèbre manifeste méthodologique La Notion de structure en ethnologie (chap.XV de  Anthropologie structurale). Le cours de l’année 1952-1953 consacré aux mythes d’émergence des indiens Hopi, Zuñi et Acoma, du groupe « Pueblo »,  inaugure la pleine application de la méthode structurale à l’étude des mythes, débouchant en 1955 sur l'article-programme fondateur The structural Study of Myth (La structure des Mythes). D’autres articles d’envergure, repris dans les volumes I et II de Anthropologie structurale, vont ensuite se succéder à un rythme soutenu, entre 1958 et 1960.
À cette époque, les travaux structuraux de Lévi-Strauss ont acquis une grande notoriété ; Tristes Tropiques, publié en 1955, est un ouvrage romanesque sans visée scientifique première mais dont l’immense succès a fait connaître l’ethnologue auprès du grand public. En 1959, neuf ans après le second échec, Lévi-Strauss est finalement élu au Collège de France, grâce au soutien actif de son ami Maurice Merleau-Ponty. Les deux cours de l’année introductive (1960) sur les dieux Hopi ne seront pas repris ni développés par Lévi-Strauss, en revanche il inaugure pour l’année 1960-1961 la méthode qu’il gardera jusqu’à sa retraite en 1982, faisant de ses séminaires d’enseignement au Collège de France un banc de recherche et de préparation pour un livre ou un article. Cette première année est ainsi consacrée au totémisme et à la logique des qualités sensibles dans les sociétés sans écriture, débouchant en 1962 sur la publication des deux ouvrages promis : Le totémisme aujourd’hui, et La pensée sauvage.

### 1962-1971: Les Mythologiques
C’est à partir de l’année 1961-1962, grâce à la formule d’enseignement au Collège de France et au rythme de travail qu’il est ainsi parvenu à établir, que Lévi-Strauss débute les recherches ouvrant une décennie d’un immense projet : la rédaction des Mythologiques, somme théorique visant à faire la synthèse de plusieurs centaines de mythes amérindiens pour l’élaboration d’une théorie structurale générale de la pensée mythique. Le Cru et le Cuit paraîtra en 1964, Du miel aux cendres en 1967 et L’Origine des Manières de table en 1968. L’ethnologue aura ensuite, de son propre aveu, d’importants doutes sur la méthode et l’ambition de son marathon intellectuel. Il choisit finalement de clore cet immense projet sur un unique tome final, beaucoup plus volumineux que les précédents, et qu’il mettra quatre années à achever ; L’Homme nu paraît en 1971 : « Après avoir écrit le troisième volume, je me suis dit que je ne réussirais jamais à finir parce qu’il en faudrait encore plusieurs. J’ai donc pris la décision qu’il n’y en aurait plus qu’un, le quatrième, et que je devrais y faire entrer, fût-ce sous forme d’allusions ou d’incitations à des recherches futures, tout ce qui me restait à dire ».

### 1971-2002: reprises et conclusions
Après une pause (partielle) de dix années consacrée aux études sur l’art (La Voie des Masques, 1975) et la parenté (système à maison), que vient clore son départ à la retraite en 1982, Lévi-Strauss reprend pleinement son travail sur les mythes. Il reprend dans La Potière Jalouse, publié en 1985, quelques mythes abordés dans les deux derniers volumes des Mythologiques ; il y reprend et développe la formule canonique du mythe, équation mathématico-logique introduite en 1955. Histoire de Lynx sera en 1991 le dernier livre consacré aux mythes. Suivront encore sur cette thématique quelques comptes rendus de lecture et articles, dont le dernier en 2002, de Grées ou de Force.

## Livres de Lévi-Strauss sur les mythes
- Le Totémisme aujourd'hui, Paris, PUF, 1962.
- La Pensée sauvage, Paris, Plon, 1962.
- Mythologiques, t. I : Le Cru et le cuit, Paris, Plon, 1964.
- Mythologiques, t. II : Du miel aux cendres, Paris, Plon, 1967.
- Mythologiques, t. III : L'Origine des manières de table, Paris, Plon, 1968.
- Mythologiques, t. IV : L'Homme nu, Paris, Plon, 1971.
- La Voie des masques, 2 vol., Genève, Skira, 1975 ; nouv. éd. augmentée et rallongée de « Trois Excursions », Plon, 1979.
- La Potière jalouse, Paris, Plon, 1985.
- Histoire de Lynx, Paris, Pocket, 1991.  (ISBN 2-266-00694-0)